# Christofer Ahlqvist
Nils Johan Christofer Ahlqvist, född 17 mars 1980 i Tumba, är en svensk journalist.

## Biografi
Christofer Ahlqvist utbildade sig 2001–2005 i journalistik på Södertörns högskola i Stockholm, med en kandidatexamen 2005.
Christofer Ahlqvist har arbetat på Metro sedan 2005, bland annat som chefredaktör 2014–2015.
Han var nyhetschef på Göteborgs-Posten 2015–2017 och är sedan våren 2017 chefredaktör.